# في ظل قصب السكر
في ظل قصب السكر هو فيلم درامي مشترك فرنسي موريشي من إخراج ديفيد كونستانتين، صدر عام 2014.
حصل الفيلم على عرضه العالمي الأول خلال مهرجان أفريقيا وجزر ريونيون السينمائي الدولي في 2 أكتوبر 2014. كما تم عرضه في العديد من المهرجانات الدولية، بما في ذلك مهرجان نامور السينمائي الدولي للفرنكوفونية ومهرجان زنجبار السينمائي الدولي ومهرجان سياتل السينمائي الدولي.

## القصة
يركز الفيلم على تاريخ موريشيوس وتفكك العلاقات الاجتماعية المرتبط بقصب السكر.
حيث يروي قصة عمال مصنع لقصب السكر يقاجئون بقرار إغلاق مصنعهم لصالح الحياة العصرية بغية بناء ملعب غولف وفيلات فاخرة.

## طاقم العمل
- داني بهوان الدين
- راج بوما
- ناليني أوبيلوك
- جون كلود كاثيا
- جيروم بول
- برنارد لي كونغ كين

## الترشيحات والجوائز
- مهرجان ديربان السينمائي الدولي
  - أفضل سيناريو.[1]
- جوائز الأكاديمية الأفريقية للأفلام.[5]
  - أفضل صوت
  - أفضل تصوير سينمائي

## وصلات خارجية
- في ظل قصب السكر على موقع IMDb (الإنجليزية)
- في ظل قصب السكر على موقع ألو سيني (الفرنسية)
- في ظل قصب السكر على موقع قاعدة بيانات الفيلم (الإنجليزية)
- في ظل قصب السكر على موقع ليتربوكسد (الإنجليزية)